# Żabiru afrykański
Żabiru afrykański, bocian siodlasty (Ephippiorhynchus senegalensis) – gatunek dużego ptaka brodzącego z rodziny bocianów (Ciconiidae), której jest największym przedstawicielem. Zamieszkuje środkową i południową Afrykę, od Czadu, Sudanu, Etiopii i Kenii po RPA, a także w zachodniej Afryce: Gambię, Senegal i Wybrzeże Kości Słoniowej. Nie wyróżnia się podgatunków.

## Morfologia

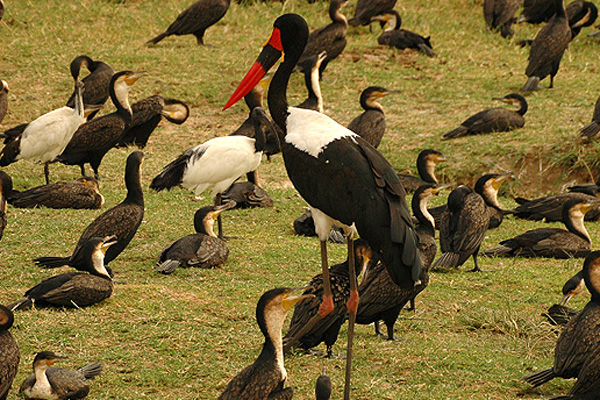
Zdjęcie z Kazinga Channel, Uganda

WyglądSamica wyraźnie mniejsza od samca, ale obie płci ubarwione prawie jednakowo: jedyne różnice to kolor tęczówki oka (u samicy żółta, u samca brązowa), samiec ma ponadto dwa małe żółte, zwisające korale u nasady dzioba. Głowa, szyja, skrzydła i dolna część grzbietu czarne, reszta upierzenia biała. Białe są również lotki pierwszorzędowe. Dziób masywny, czerwony z szeroką czarną opaską. Na czole u nasady dzioba żółta blaszka. Nogi czarne z różowym skokiem.
Wymiary średniedł. ciała 145–150 cm
rozpiętość skrzydeł 240–270 cm
Masa ciałasamce 5–7,5 kg, samice 5–7 kg

## Ekologia i zachowanie

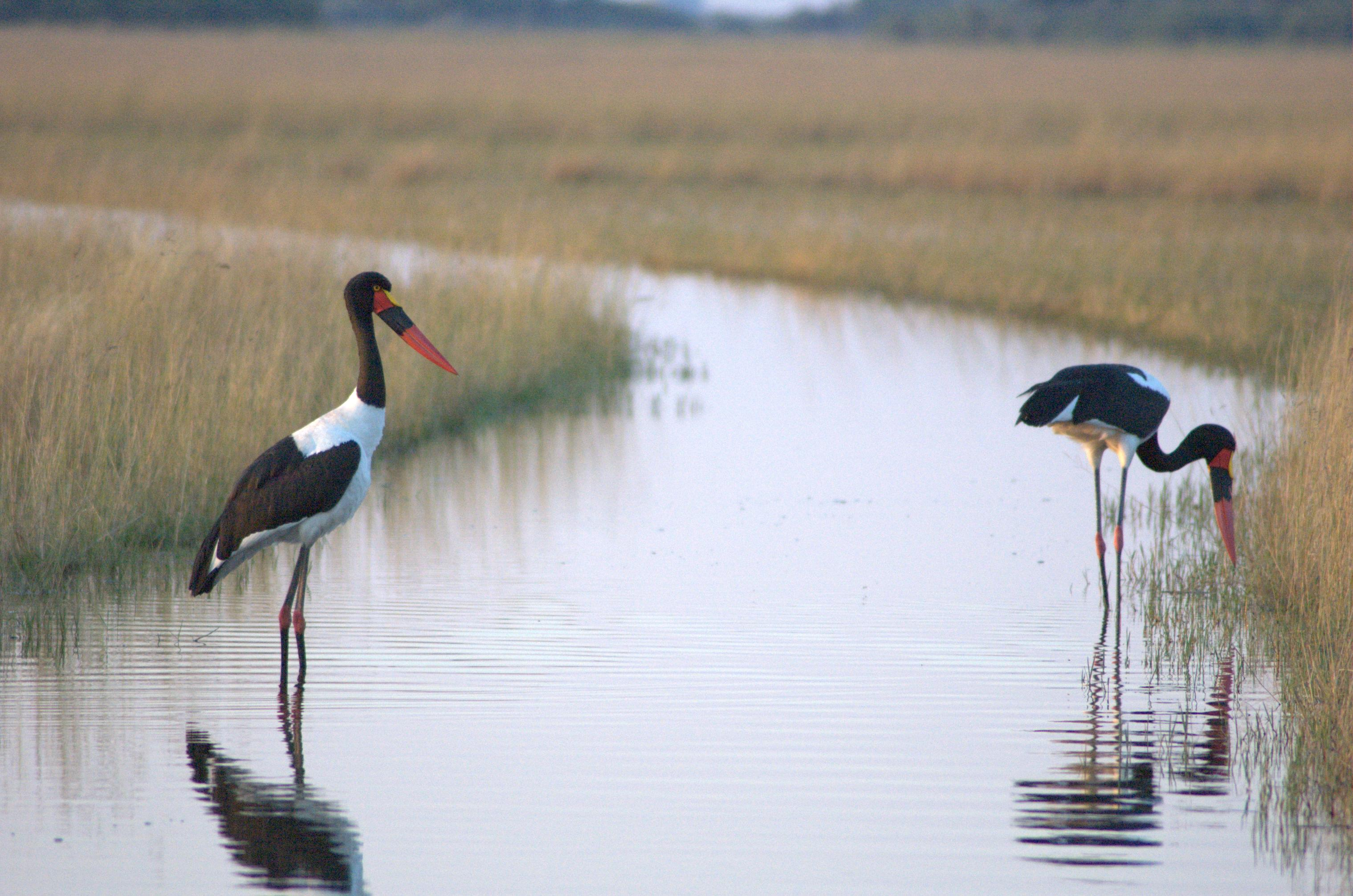
Żabiru w naturalnym środowisku (Delta Okawango)

BiotopGnieździ się zwykle w sąsiedztwie wody, nad większymi zlewiskami, rzekami, lagunami.
GniazdoGniazda pokaźnych rozmiarów buduje na drzewach, rzadziej klifach.
JajaSkłada do trzech dużych białych jaj.
WysiadywanieTrwa 30–35 dni. Pisklęta uzyskują samodzielność po 70–100 dniach.
PożywienieŻywi się głównie rybami, żabami, krabami, jaszczurkami, małymi ssakami, pisklętami ptaków, ślimakami, dużymi owadami.

## Status
IUCN uznaje żabiru afrykańskiego za gatunek najmniejszej troski (LC – Least Concern) nieprzerwanie od 1988 roku. Liczebność populacji, według szacunków, mieści się w przedziale 670 – 17 000 dorosłych osobników. Trend liczebności populacji uznawany jest za spadkowy.